# Древнегреческая комедия

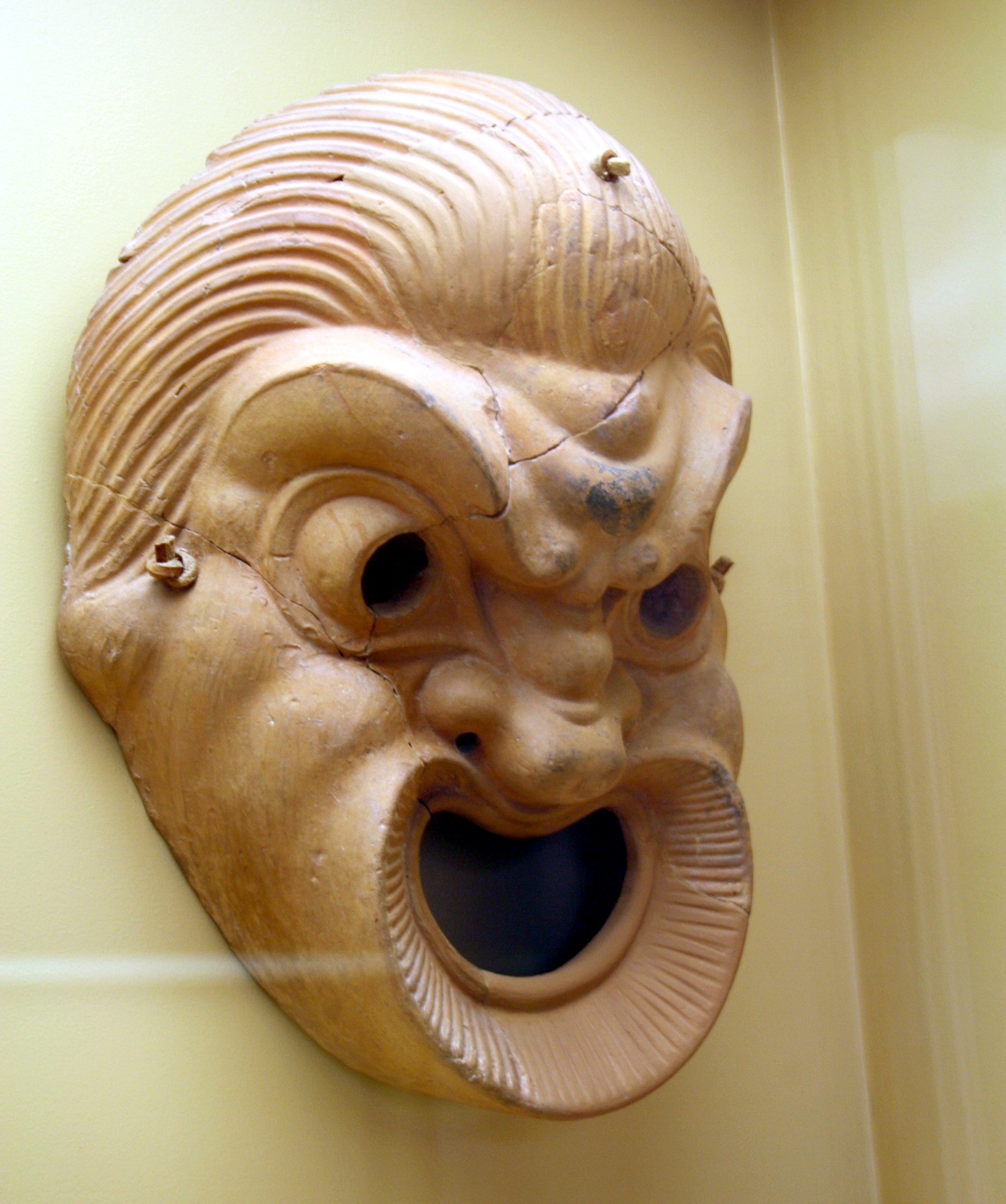
Терракотовая маска комического актёра рубежа IV и III вв. до н. э.

Древнегреческая комедия — древнейшая из известных форм комедии, которая развивалась в Древней Греции V—III вв. до н. э. (главным образом в Аттике).
Аристотель различает трагедию и комедию по следующим основаниям:
- герои трагедии — люди высокого положения, комедии — всякий сброд;
- предмет трагедии — события великого общественного значения, комедии — повседневные происшествия из частной жизни;
- трагедия, как правило, основана на исторических событиях (мифах), тогда как сюжет комедии полностью выдуман автором.

## Древняя комедия
От всей древней аттической комедии до Нового времени уцелели только 11 пьес Аристофана, хотя по именам известно не менее полусотни работавших в то время комедиографов. Наиболее ранняя из сохранившихся комедий — «Ахарняне» — была поставлена в Афинах около 425 г. до н. э. Сюжет как таковой отсутствует. По своей форме комедия Аристофана — цепочка комических ситуаций, комментирующих вопросы политической жизни Афин. Комедии Аристофана напичканы шутовством, плясками, песнями, инвективами, зачастую обсценного свойства. Хор зачастую был одет в звериные шкуры, актёры выступали в гротескных масках, действие завершалось всеобщим пиршеством.
Непристойные насмешки, которыми славились комедии V—IV вв. до н. э., иногда переходили все границы дозволенного. Известны попытки ограничить вольность комедиографов законом.

## Средняя комедия

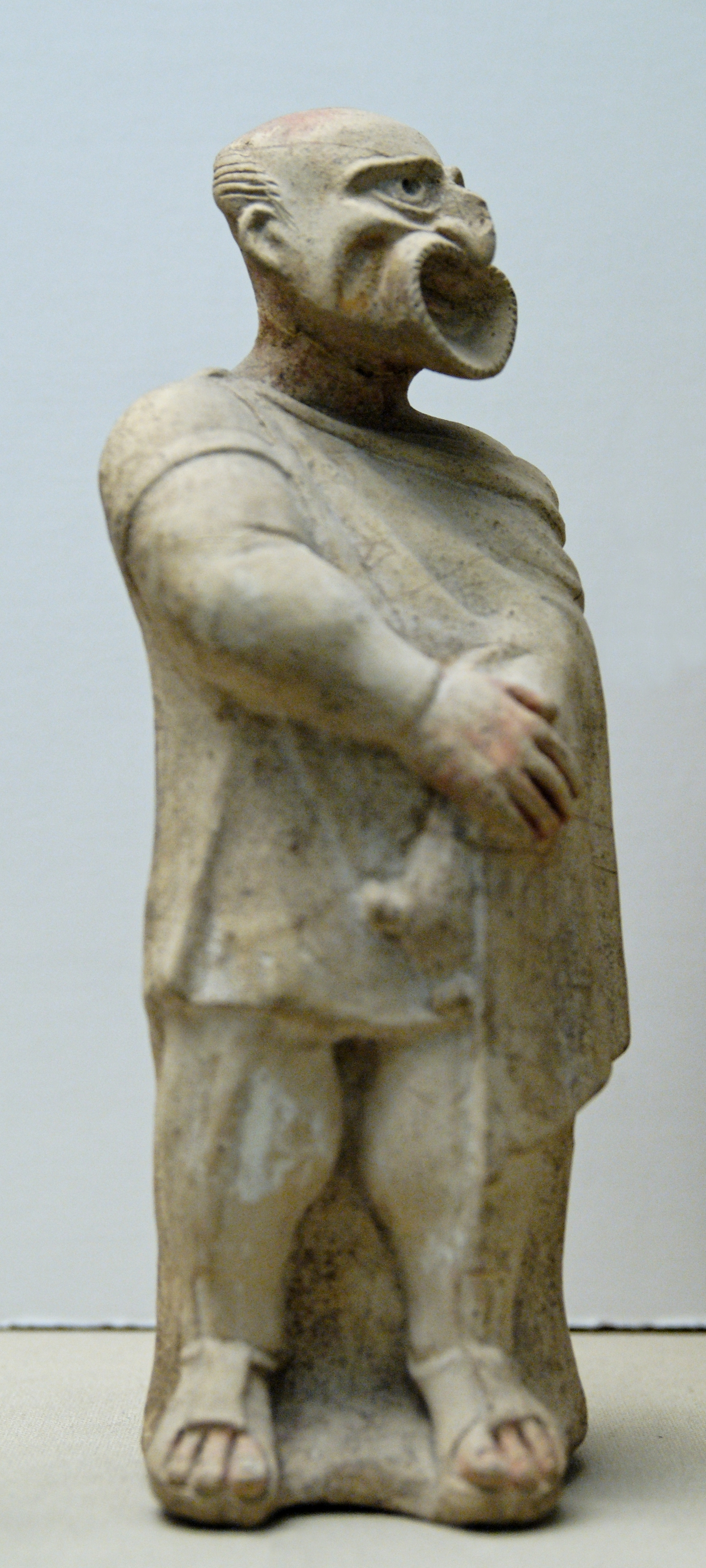
Терракотовая статуэтка персонажа новоаттической комедии

Младших современников Аристофана и старших современников Менандра принято относить к переходному этапу — т. н. средней комедии. Достоверно об этом периоде развития жанра мало что известно. Образцов практически не сохранилось. Предполагается, что в этот период комедия теряет свою политическую направленность. Снижается значение хора и его роль в развитии сюжета. Получают распространение шаблонные персонажи — гетеры, философы, хвастливые воины, пройдохи-рабы, обжоры, приживалы. Входит в моду пародирование сюжетов известных трагедий и общеизвестных мифов.
В IV веке популярность комедии распространяется далеко за пределы Афин: известно о комедийных постановках в Великой Греции и Сицилии.

## Новоаттическая комедия
Новая (Менандрова) комедия хронологически соответствует первым шести десятилетиям эллинизма, последовавшим за смертью Александра Македонского в 323 г. до н. э. Собственно комическому элементу в этот период отводится подчинённое значение, сатирический заряд и вовсе рассеивается: комедия перерождается в бытовую драму. В связи с упадком политической жизни в аттических полисах всё внимание авторов сосредотачивается на хитросплетениях условной интриги (как правило, любовной). Унаследованные от средней комедии типовые характеры обращаются в маски (скупой отец, влюблённый юноша и т. п.).
О новоаттической комедии приходится судить по очень небольшому числу уцелевших фрагментов. Известно, что крупнейшие комедиографы — Менандр, Филемон, Дифил — написали более сотни пьес каждый. Из новоаттической комедии в Риме родилась Плавтова комедия, которая, в свою очередь, послужила зерном для формирования европейской комедии Нового времени (Бен Джонсон и др.).

## Структура
Согласно Коаленовскому трактату, в комедии выделяются те же структурные части, что и в трагедии. Как и в трагедии, рубеж частей образуют вступления («акции») хора:

Части комедии — пролог, хоровая песнь, эпизод и эксод. Пролог — это небольшая часть комедии до выхода хора. Хоровая песнь — мелодия, распеваемая хором — в том случае, если она достаточно продолжительна. Эпизод — то, что находится между двумя хоровыми мелодиями. Эксод — то, что хор декламирует в конце.— Куаленовский трактат

Очевидно, что под «хоровой песнью» (др.-греч. χορικόν) неизвестный автор трактата (возможно, Теофраст) подразумевает то же самое, что в трагедии именуется «стасимом» (др.-греч. στάσιμον). Парод (входная песнь хора) в этом конспективном изложении не упоминается.